# Delicado
Delicado é um baião composto por Waldir Azevedo e Aloysio de Oliveira, gravado por Carmen Miranda em agosto de 1955.

## Sobre a canção
A canção ganhou notoriedade por ter sido uma das últimas que Carmen Miranda interpretou, encerrando a primeira parte de sua participação no The Jimmy Durante Show, um dos programas de maior destaque da televisão americana na época, na noite de 4 de agosto de 1955. Sem considerar a letra de Ary Vieira, Aloysio de Oliveira, líder do Bando da Lua — o conjunto que acompanhava Carmen — criou uma versão especialmente para essa aparição na TV. Carmen faleceria na madrugada seguinte, em sua mansão em Beverly Hills, vítima de um infarto fulminante. O episódio do The Jimmy Durante Show com Carmen foi ao ar dois meses após sua morte, em 15 de outubro de 1955, e foi reapresentado em 27 de julho de 1957.